# Jam Kuradoberi
Jam Kuradoberi (蔵土縁　紗夢 Kuradoberi Jamu?) es un personaje ficticio de Guilty Gear, una serie de videojuegos de lucha en 2D. Su primera aparición fue en Guilty Gear X: By Your Side. Originaria de China, Jam es una experta artista marcial conocedora de las antiguas artes de pelea chinas, así como también una de las pocas personas capaces de manipular la energía ki. Pero su pasión más grande es la cocina, donde destaca de manera sobresaliente.

## Historia
Jam es una cocinera dedicada y su sueño más grande es poner su propio restaurante y así poder cocinar platillos deliciosos para todos. Sin embargo, ella carece de los medios económicos para lograrlo.

### Guilty Gear X: By Your Side
Durante los sucesos de Guilty Gear X, llegan reportes de un Gear desconocido que habita el lugar llamado "The Devil's Living Place". Se dará una cuantiosa recompensa a aquel que logre derrotar al Gear. En busca de nuevos y extraños ingredientes para sus platillos, Jam llega a "The Devil's Living Place" en donde vive el Gear desconocido, que resulta ser una chica llamada Dizzy. Jam no es quien derrota a Dizzy, sinó el cazarrecompensas Sol Badguy, sin embargo, ella se las arregla para reclamar la recompensa argumentando que fue ella quien venció a Dizzy. Con el dinero de la recompensa, Jam logra poner su tan deseado restaurante.

### Guilty Gear XX: The Midnight Carnival
Poco después de haber puesto en marcha su restaurante, este es quemado por un extraño sujeto cuyo atuendo es muy similar al de Ky Kiske. Llena de furia emprende la búsqueda del incendiario para vengarse. Tras varias peleas y situaciones confusas (en las cuales Jam confunde a varios de los personajes con el incendiario) finalmente descubre al culpable quien resulta ser Robo-Ky, uno de varias versiones robotizadas de Ky Kiske. Con ayuda del verdadero Ky, Jam logra derrotar a una hora de Robo-Ky's que la perseguían. Más tarde Ky revela que una misteriosa organización llamada La Administración de Posguerra (Post-War Administration Bureau) está detrás de todo, siendo ellos los creadores de los Robo-Kys con el objetivo principal de capturar a las personas que son capaces de manipular el Ki, razón por la que Jam está siendo perseguida. 
En el final del Modo Historia se muestra a Jam siendo observada por una misteriosa persona a través de una esfera de cristal, muy posiblemente alguien de La Administración de Posguerra. Al ver las habilidades de Jam este sujeto comenta que ella sería un excelente candidato para el próximo proyecto de simulación, lo que deja abierta la posibilidad de una Robo-Jam en proceso.